# Каменна риба
Каменните риби (Synanceia verrucosa) са вид актиноптери от семейство Скорпенови (Scorpaenidae). Те са незастрашен вид.
Таксонът е описан за пръв път от Маркус Елиезер Блох през 1801 година.
Това е най-разпространеният вид от род Каменни риби и най-отровната риба; отровата ѝ е смъртоносна за човек. Среща се в най-често в плитките води на Червено море и на Индийския и Тихия океан.